# Иванов, Михаил Владимирович (микробиолог)
Михаи́л Влади́мирович Ивано́в (6 декабря 1930, Москва — 3 июля 2018, там же) — советский и российский микробиолог, главный редактор журнала «Микробиология». Действительный член Академии наук СССР (с 1987 года, с 1991 года — Российской академии наук). С 1984 по 2003 годы являлся директором Института микробиологии РАН. В последнее время — и. о. заведующего отделом «Микробной биогеохимии и биогеотехнологии» там же.
Главными направлениями научной деятельности являются общая микробиология и геомикробиология. Имеет более 1200 цитирований на работы, опубликованные после 1975 года. Индекс Хирша — 15.

## Биография
Родился в 1930 году в Москве в семье оперного певца Владимира Николаевича Иванова и его жены Валерии Владимировны, дочери знаменитого микробиолога академика В. Н. Шапошникова.
В 1954 году окончил биолого-почвенный факультет МГУ. Кандидат биологических наук (1957, диссертация «Роль микроорганизмов в образовании и разрушении месторождений самородной серы»), доктор биологических наук (1965). В 1969—1984 годах являлся заведующим образованной им же лаборатории микробной биогеохимии Институт биохимии и физиологии микроорганизмов АН СССР. В 1971 году назначен заместителем директора по научной работе ИБФМ АН СССР. В мае 1984 года перешёл в Институт микробиологии АН СССР на должность и. о. директора, на должность директора избран в марте 1985 года. Занимал эту должность до 2003 года. Был и. о. заведующего отделом «Микробной биогеохимии и биогеотехнологии» ИНМИ РАН.
В 1981 году избран членом-корреспондентом АН СССР, с 1987 года — действительный член АН СССР.
Главный редактор журнала «Микробиология».
Скончался 3 июля 2018 года на 88-м жизни. Похоронен на Троекуровском кладбище Москвы.

## Научные достижения
М. В. Иванов занимался разработкой количественных методов геохимической активности бактерий в донных отложениях Мирового океана. Изучал геохимическую активность микроорганизмов в местах залежей полезных ископаемых: нефти, угля, природного газа. Является основоположником нового научного направления биогеотехнологии. М. В. Ивановым развиты методы использования микроорганизмов в процессе добычи полезных ископаемых. Иванов также занимался вопросами космической биологии, в частности, поиском анаэробных форм жизни на Марсе.

## Награды и премии
- Орден «Знак Почёта»
- Орден Октябрьской Революции
- Орден «За заслуги перед Отечеством» III степени (2006)[2]
- Орден «За заслуги перед Отечеством» IV степени (2000) — за заслуги перед государством, многолетний добросовестный труд и большой вклад в укрепление дружбы и сотрудничества между народами[3]
- Лауреат премии Правительства Российской Федерации в области науки и техники (1995)[4]
- Лауреат премии имени С. Н. Виноградского (АН СССР, 1985)

## Основные работы
- Введение в геологическую микробиологию / С. И. Кузнецов, М. В. Иванов, Н. Н. Ляликова — М.: Издательство Академии наук СССР, 1962.
- М. В. Иванов. Роль микробиологических процессов в генезисе месторождений самородной серы. — Наука, 1964. — 366 с.
англ.: M. V. Ivanov. Microbiological processes in the formation of sulfur deposits. — Israel Program for Scientific Translations, 1968. — 298 с.
- М. В. Иванов. Экология и геохимическая деятельность микроорганизмов. — Научный центр биологических исследований АН СССР, 1976. — 179 с.
- М. В. Иванов. Геохимическая деятельность микроорганизмов в осадках Тихого океана. — Научный центр биологических исследований АН СССР, 1981. — 174 с.
- Г. К. Скрябин, М. В. Иванов, Й. Р. Френей. Глобальный биогеохимический цикл серы и влияние на него деятельности человека. — Наука, 1983. — 420 с.
англ.: M. V. Ivanov, J. R. Freney. The Global biogeochemical sulphur cycle. — Wiley, 1983. — 470 с. — (SCOPE report). — ISBN 0471104922.
- М. В. Иванов. Вопросы эволюции бактерий. — НЦБИ АН СССР, 1984. — 135 с. (недоступная ссылка)
- М. В. Иванов, П. Бримблкумб. Эволюция глобального биохимического цикла серы. — Наука, 1989. — 199 с. — ISBN 5020040339.
- Л. П. Никитина, М. В. Иванов, В. А. Глебовицкий. Геологическая термобарометрия на основе реакций минералообразования с участием фаз переменного состава. — СПб.: Недра, 1992. — 162 с.
- R. W. Howarth, J. W. B. Stewart, M. V. Ivanov. Sulphur cycling on the continents. — Wiley, 1992. — 350 с.
- М. В. Иванов, В. Н. Башкин, В. В. Снакин. Биогеохимические основы экологического нормирования. — ВО «Наука», 1993. — 304 с.
- Ivanov M. V. Fractionation of stable isotopes of carbon and sulfur during biological processes in the Black Sea / M. V. Ivanov, A. Yu. Lein // Past and present water column anoxia. — Dordrecht : Springer, 2006.
- Леин А. Ю., Иванов М. В. Биогеохимический цикл метана в океане. — М.: Наука 2009